# Костянтин Добринич
Костянтин Добринич — новгородський посадник, син билинного Добрині, онук князя Мала Деревлянського, став посадником у 1017 році, помер 1022 року у Муромі на річці Оці.
Святослав Ігорович, призначивши юного Володимира княжити в Новгород, відсилає з ним воєводу Добриню. Пізніше, після утвердження Володимира Великого в Києві, Добриня Низкинич за надану військову допомогу отримує від князя обіцянку, що Новгород буде вотчиною його роду. Однак пізніше Володимир нехтує цією своєю волею і ставить князем над словенами спершу сина Вишеслава, а після його смерті — Ярослава.

## Життя
Тим не менш, син Добрині Костянтин залишається фактичним правителем міста, бо в його руках зосереджується вплив віча і боярської верхівки. Проте в 1015 році, внаслідок бунту словен проти варягів і рішучих заходів Ярослава, посадник на деякий час втрачає вплив на князя.
У 1017 році Ярослав зі словенами й варягами виступає проти Болеслава й Святополка, однак через відсутність часу на підготовку й несподіваний напад поляків, на річці Буг зазнає нищівної поразки й з «чотирма мужами» втікає до Новгорода.
Повість минулих літ так описує ці події:
|  | Ӕрославъ же оубѣжавь с четырми чл҃вкы к Новугороду. Болеслав же вниде в Кыєвъ сь Ст҃ополкомъ. И реч̑ Болеславъ: разведете дружину мою по городомъ на кормъ и быс̑ тако. Ӕрославу же прибѣгшу к Новугороду, хотѧше бѣжати за морє. И посадникъ Костѧнтинъ сн҃ъ Добрынъ с Новьгородци расѣкоша лодьӕ Ӕрославлѣ рекоуще: можемь сѧ єще бити с Болеславомъ и сь Ст҃ополкомъ. — Ярослав же втік з чотирма мужами до Новгорода. Болеслав же ввійшов у Київ зі Святополком. І мовив Болеслав: «Розведи дружину мою по городах на прокорм». І було так. Ярослав же прибіг до Новгорода і хотів за море бігти. Але посадник Костянтин з новгородцями посікли Ярославові лодії, кажучи: „Можемо ще битися з Болеславом і Святополком! |

Втім, незважаючи на таку послугу, Ярослав не виправдав очікувань Костянтина і в 1019 році посадив у Новгороді свого сина Іллю. Тим не менш, за рік Ілля помер (певно, не без клопотання посадника). Новгородський перший літопис описує це так:
|  | И родися у Ярослава сынъ Илья, и посади в Новѣгородѣ, и умре. И потомъ разгнѣвася Ярославъ на Коснятина, и заточи и, а сына своего Володимира посади в Новѣгородѣ — І родився в Ярослава син Ілля, і посадив [князь] його в Новгороді, й той умер. І потім розгнівався Ярослав на Костянтина, і заточив його, а сина свого Володимира посадив у Новгороді. |

Навряд чи літописець випадково помістив оповідь про гнів Ярослава на Костянтина одразу ж після смерті Іллі. Кару посадник, за літописом, відбував спершу три роки в Ростові, тоді був переведений у Муром і невдовзі страчений за наказом Ярослава.

## Родовід
- Малко Любечанин
  - Малуша
  - Добриня
    - Костянтин Добринич
      - Остромир + Феофана
        - Вишата
          - Путята Вишатич
          - Ян Вишатич + Марія
            - преп. Варлаам